# Libnotes neosolicita
Libnotes neosolicita är en tvåvingeart som först beskrevs av Alexander 1973.  Libnotes neosolicita ingår i släktet Libnotes och familjen småharkrankar. Inga underarter finns listade i Catalogue of Life.